# Hiski Salomaa
Hiski Salomaa, född Hiskias Möttö 17 maj 1891 i Kangasniemi, död 7 juli 1957 i New York, var en amerikafinländsk sångare och sångtextförfattare.
Salomaas mor Anna-Leena Möttö var skräddare och bodde tillsammans med sin systers familj i Kangasniemi. Hiski blev också skräddare som ung och brukade skriva egna sånger, vilka han ibland framförde i byn. Efter moderns död 1909 emigrerade Salomaa till USA, där han arbetade som skräddare och var medlem i fackorganisationen IWW. Under första världskriget var Salomaa aktiv pacifist och satt under en tid anhållen i Calumet i Michigan för sin aktivism.
Så småningom började Salomaa uppträda bland de finska emigranterna och gjorde arton skivinspelningar i New York åren 1927–1931. Några av inspelningarna gjordes tillsammans med Willy Larsen eller Antti Kosola och dennes orkester. Salomaas sånger behandlar främst livet för de finska emigranterna, men i Vapauden kaiho uttrycks Salomaas socialistiska engagemang. Salomaas inspelningar kom till Finland på 1930-talet och uppnådde stor popularitet efter andra världskriget.
Salomaa var gift med Aini Saari, som avled 1954. Makarna ligger begravda på begravningsplatsen i Vemo.

## Skivinspelningar
| Datum           | Sånger                                                                                      | Ackompanjemang                                                                                       |
| --------------- | ------------------------------------------------------------------------------------------- | --- |
| 5 februari 1927 | Askon kolmirivinen Tiskarin polkka                                                          | Antti Kosola (dragspel)                                                                              |
| januari 1928    | Laulu taiteilijoista Vanhanpiian polkka                                                     | Antti Kosola (dragspel)                                                                              |
| 18 maj 1928     | Emännät piknekissä Savonpojan Amerikkaan tulo                                               | dragspel, violin                                                                                     |
| 20 mars 1929    | Dahlmannin paartit Elisan valssi Häät Remulassa Vapauden kaiho                              | Emil Hänninens orkester                                                                              |
| 1 juni 1930     | Auvisen akkahommat Iitin Tiltu Kemppaisen avioelämä Lännen lokari Talvella maa on valkoinen | Wäinö Kauppi (kornett), Willy Larsen (dragspel) William Syrjälä (violin), Frankie Stenbacka (gitarr) |
| juni 1931       | Ryöstöpolkka Taattoni maja Värssyjä sieltä ja täältä                                        | Antti Kosolas orkester                                                                               |